# 鈴木辰次郎
鈴木 辰次郎（すずき たつじろう、1864年3月27日（元治元年2月20日） - 1932年（昭和7年）12月9日）は、明治から昭和時代初期の政治家。衆議院議員（2期）。

## 経歴
駿河田中藩領志太郡忠兵衛新田（静岡県志太郡大洲村を経て現藤枝市）出身。石田武雄の弟として生まれ、先代喜三郎の養子となり1891年（明治24年）家督を相続する。1883年（明治16年）静岡師範学校を卒業する。
農業を営む傍ら教育に従事する。また、日露戦争に従軍した。大洲村長、志太郡会議員、静岡県会議員、同参事会員、県農会副会長、焼津町長、日本簇機取締役などを歴任した。1908年（明治41年）5月の第10回衆議院議員総選挙では静岡県郡部から立憲政友会所属で出馬し当選。つづく第11回総選挙でも当選し、衆議院議員を2期務めた。1912年（明治45年）6月5日に衆議院議員を辞職した。雪外と号し俳諧も能くした。

## 親族
- 娘婿：牧山清砂（長女トミコ夫、帝国製糖専務取締役、衆議院議員・牧山耕蔵兄）[5]